# Spannhagengarten

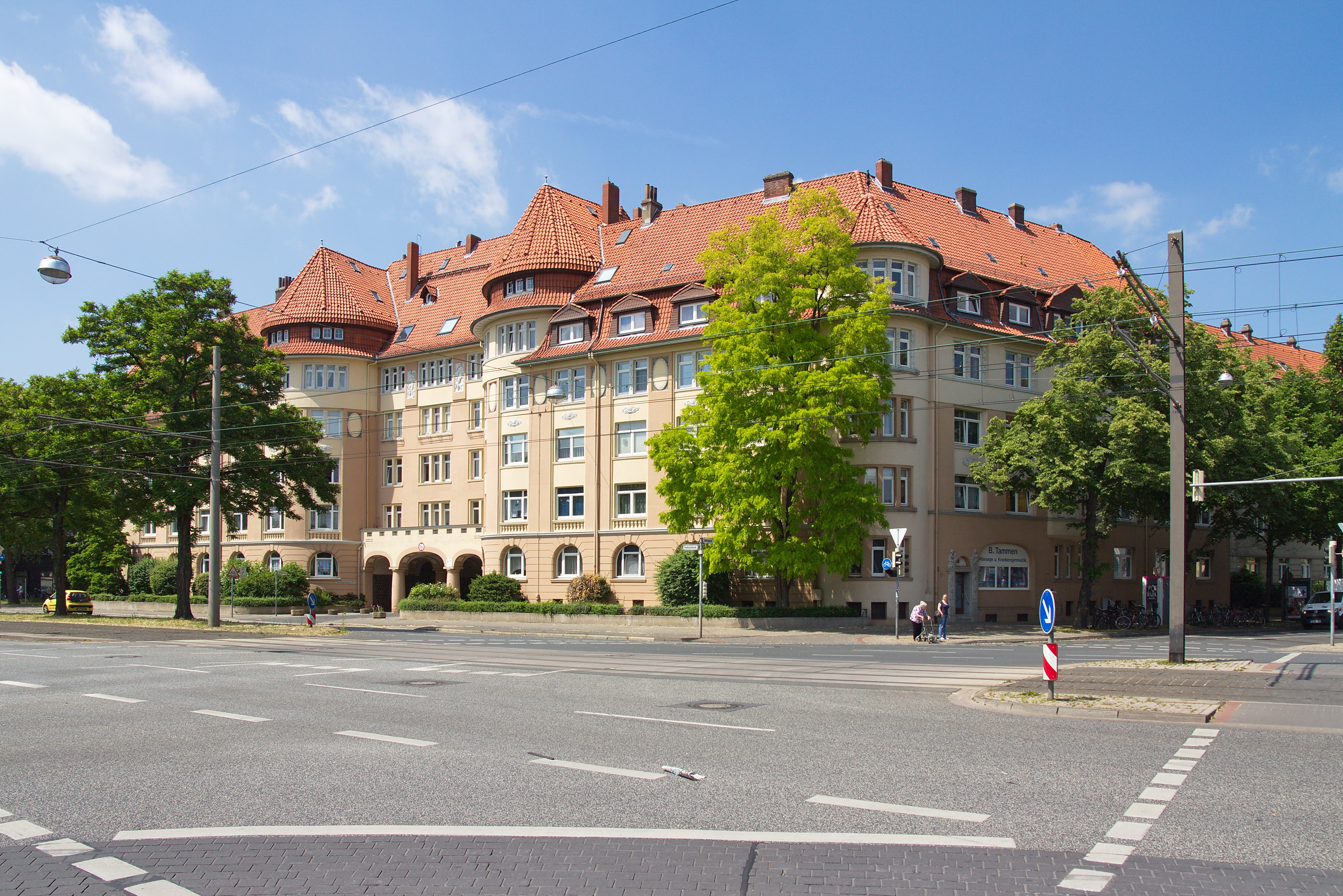
Die Wohnanlage Spannhagengarten, gesehen aus der Richtung der Käthe-Kollwitz-Schule

Spannhagengarten (ⓘ) in Hannover ist der Name einer zu Beginn des 20. Jahrhunderts errichteten, denkmalgeschützten Wohnanlage sowie einer Stadtbahnstation. Der fünfseitige Wohnkomplex bildet an der Podbielskistraße gegenüber dem Böcklinplatz die städtebauliche Dominante zwischen der Klopstockstraße, Dahnsstraße und  Spannhagenstraße im Nordosten des Stadtteils List.

## Geschichte und Baubeschreibungen
Der Name „Spannhagen“ leitet sich ab von einem alten Flurnamen: Schon um 1850 war hier ein Feldweg vorhanden, der 1907 nach dem Flurnamen Spannhagenstraße benannt wurde. Die Straße mit der in der Zeit des Reformwohnungsbaus typischen Endung „-garten“ kam 1915 hinzu.

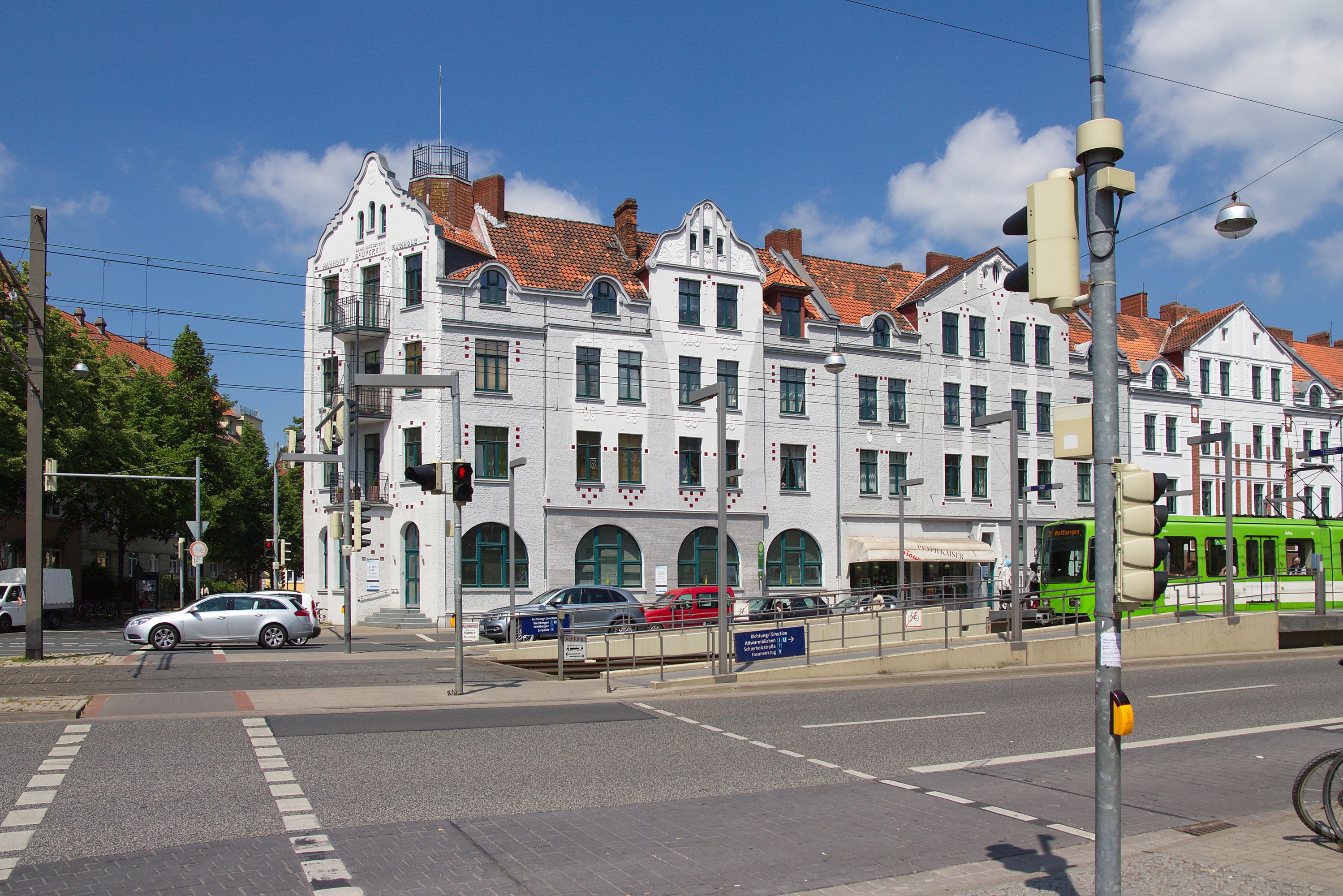
Die älteren Mietwohnungsbauten von 1905 bis 1907, Gemeinnütziger Spar- und Bauverein Hannover-Buchholz, Architekten Krack und Kröger

Um die Wende zum 20. Jahrhundert wurde der Mietwohnungsbau in Hannover vermehrt von Baugesellschaften und Wohnungsgenossenschaften getragen, eine Entwicklung, die in der List unter anderem am Beispiel um die Spannhagenstraße deutlich wird. Nachdem eine sogenannte „Polierarchitektur“ – wie etwa der Komplex Franz-Bork-Straße des Spar- und Bauvereins Hannover – aus Gründen der Baurichtlinien nicht mehr erlaubt war, erwarb der 1905 gegründete Gemeinnützige Spar- und Bauverein Hannover-Buchholz (heute: Wohnungsgenossenschaft Kleefeld-Buchholz) kurz nach seiner Gründung ein Bauareal an der nördlichen Podbielskistraße. Auf diesem Areal zwischen den (heutigen) Eckgebäuden Spannhagenstraße 2 und Podbielskistraße 231 errichtete der Verein von 1906 bis 1907 nach Plänen der Architekten Carl Krack und Wilhelm Kröger die älteren Mietwohnungsbauten um den Spannhagengarten in Blockrandbebauung mit gemeinsam zu nutzendem Innenhof: Vor einem langgezogenen Innenhof schlossen sich etwa gleich große, symmetrische und flache Fassaden in einer klaren und einfachen Gliederung zu einer eindrucksvollen Straßenfront zusammen. Dahinter erwartete die Mieter preiswerter, heller und gut lüftbarer Wohnraum mit jeweils drei beheizbaren Zimmern, einer Küche mit Speisekammer und einer Toilette am Treppenhaus. Bei allem Fortschritt: In den älteren Gebäuden an der „Podbi“ – der damaligen Celler Chaussee – mussten sich jedoch noch jeweils zwei Mietparteien die „Toilette auf halber Treppe“ teilen. Am Anfang musste „gutes Trinkwasser“ auch noch in der Nachbarschaft eingekauft werden, da „das Brunnenwasser gesundheitlich nicht einwandfrei war“. Bald aber wurde der gesamte Baublock

„mit ausreichenden Versorgungsleitungen, Abwasserkanälen und Sickerschächten versorgt, (…) was damals keineswegs selbref stverständlich war.“

Die eigentliche Wohnsiedlung Spannhagengarten wurde erst ab 1913 nach Plänen des Architekten Richard Koch errichtet für die Kleefeld-Buchholzer Baugesellschaft (auch: „Spannhagengarten Grundstücksgesellschaft“). Für den Bauherrn sollte eine einheitliche Anlage mit 185 Wohnungen um einen Innenhof mit Gemeinschaftseinrichtungen und einem Lokal errichtet werden. Anders als etwa beim Brüggemannhof im Stadtteil Nordstadt war das zu bebauende Areal jedoch von fünf Seiten unregelmäßig von Straßen umrundet, darunter auch die Boiestraße. Dabei behandelte der Architekt die einzelnen, aus der Fluchtlinie zurückgesetzten Gebäudeflügel – Ausnahmen bilden nur die späteren Anbauten Hausnummern 3–6 – jeweils als eine Einheit. Verbunden durch turmähnlich gestaltete, vorspringende „Ecken“ der viergeschossige, verputzte Komplex bis 1915 mit einem mächtigen, durch „Ausbauten belebten Dach“ versehen. Der Schmuck an den Straßenfassaden beschränkte sich „auf wenige, dem Neoklassizismus entlehnte Architekturformen, vignettenähnliche, applizierte Stuckteile und einige  Basreliefs mit Darstellungen vorwiegend bukolische Motive“. Zwei „Hauptfassaden“ präsentierten sich mit mittiger Einfahrt und einer repräsentativen Gliederung; die eine nach Süden zur Podbielskistraße, die andere nach Westen zur Dahnstraße, wo sich heute ein kleiner Stadtplatz findet. Auch durch eine weitere Einfahrt in der Boiestraße wurden die Hauseingänge über den Innenhof erschlossen.(→ Karte)
Die Nordost-Ecke des Spannhagengartens, die Hausnummern 3–6, wurden erst in der zweiten Hälfte der Weimarer Republik zwischen 1927 und 1931 durch Richard Koch ergänzt.
Im Vergleich zu den „geschlossenen“ Gebäudefronten des Spannhagengartens zu den Straßen wirken diejenigen im begrünten, weiten Innenhof „geöffnet“: Der durch Erker, Vorbauten und Dachformen gegliederte Hof-„Garten“ bietet den Bewohnern Raum für Kontakte, insbesondere „abgeschirmt gegen den Lärm und Staub der Straße.“

## Stadtbahn-Station Spannhagengarten
Auf den Stadtbahn-Linien zwischen Wettbergen einerseits und Lahe beziehungsweise Altwarmbüchen andererseits wurde die Haltestelle Spannhagengarten – ebenso wie diejenige der Klingerstraße – in den Jahren von 2007 bis 2008 mit Hochbahnsteigen ausgestattet.(→ Karte) Von hier aus erreichen viele Schüler die Käthe-Kollwitz-Schule nahe der Eilenriede.

## Medienecho (Auswahl)
- Gerda Valentin: List / Burgfrieden an der Podbi / An der Podbielskistraße ähnelt der Spannhagengarten einer Burg und gibt zugleich der nahen Stadtbahnhaltestelle den Namen. Im Osten der List besteht die historische Wohnanlage nun seit 100 Jahren. In: Hannoversche Allgemeine Zeitung vom 10. Oktober 2013, online zuletzt abgerufen am 21. August 2014